# نبيل المحب
نبيل المحب (1974 -)، مغني عراقي.

## حياته
ولد في بغداد ودرس في الجامعة المستنصرية في قسم الفلسفة وبعد اضطر إلى مغادرة العاصمة الحبيبة بغداد عام 1997 واستمر في التنقل بين دمشق وعمان وبيروت.
درس الموسيقى وتأثر بخاله عازف العود الكبير المقيم في أمريكا رحيم الحاج وخاله الفنان التشكيلي رياض نعمه وكما تاثر من خلال لقائه بالملحن الكبير كوكب حمزة.
عمل أول أغانيه (احبه ميه) كلمات اليمني سلطان المجلّي والحان مروان المميز وأخرجها علاء الانصاري وله كذلك أغنية (لغات الحب) من الحان وكلمات مروان المميز بعدها انتقل إلى القاهرة وعمل البوم من 14 أغنية من كلمات الشعراء الدكتور علي الغامدي واحمد علوي من المملكة العربية السعودية والشاعر جراح الجراح من الكويت والأستاذ الشاعر عماد الواسطي من العراق.

### اغاني منفردة
- «احبه مية» - 2016
- «لغات الحب» - 2016
- «لعبوا براسك» - 2019
- «صارحه» - 2020
- عايش اني بالقدرة - 2020

## وصلات خارجية
نبيل المحب، مطرب عراقي قادم من ألمانيا 